# Km. 0
Km. 0 (sic) és una pel·lícula espanyola escrita i dirigida per Yolanda García Serrano i Juan Luis Iborra, la seva segona pel·lícula conjunta, estrenada el 2000. Es tracta d'una comèdia lleugera d'embolic, amor i erotisme ambientada durant una tarda d'estiu en Madrid. El repartiment, encapçalat per l'actriu Concha Velasco, està integrat per un grup de joves actors alguns dels quals han tingut importants trajectòries posteriors com Tristán Ulloa, Silke, Alberto San Juan o Elisa Matilla.
La banda sonora, produïda per Rafael Alvero, està composta per Joan Bibiloni. El compositor Ismael Serrano va escriure per a la banda sonora una cançó homònima que reprodueix, de manera poètica, l'argument de la pel·lícula i va aconseguir la nominació en la seva categoria als XXV Premis Goya.

## Argument
14 personatges es citen al "km zero", a la Puerta del Sol de Madrid, però acabaran trobant-se inesperadament amb qui no s'han citat. La pel·lícula narra les històries i els canvis que es produeixen en les vides dels personatges per aquestes trobades fortuïtes que transcorren en el dia més calorós de l'estiu. Les trames, embullades inicialment, s'aniran aclarint amb humor i erotisme fins a l'arribada de la nit quan una tempesta netejarà l'atmosfera vergonyosa del dia
Marga (Concha Velasco), una dona madura farta que el seu marit prefereixi el treball, decideix citar-se en el km 0 amb Miguel (Jesús Cabrero) un ben equipat prostitut. Tot va bé fins que, després d'haver-se ficat al llit amb ell, comença a sospitar que Miguel podria ser el fill que va abandonar amb els seus avis quan era jove.
Roma (Cora Tiedra) és una adolescent enamorada de Mario (Tristán Ulloa), el nuvi del seu germana Amor (Silke). Mario treballa de cambrer en un bar de la Puerta del Sol que és el lloc on tots els personatges de la pel·lícula acaben trobant-se. Amor té una idea fixa: casar-se amb Mario. Però el noi no està molt interessat perquè té plans per a comprar-se un local i instal·lar una botiga de fotos i casar-se només és una complicació. Amor acabarà trobant-se amb un policia una miqueta eixelebrat (Roberto Álamo) que resulta ser un antic amor de la infància que la deixa dubtant sobre la conveniència de començar una nova relació.
Pedro (Carlos Fuentes) és un somiador que ve a Madrid per a ser director de cinema. Citat amb una amiga de la seva germana, Silvia (Mercè Pons), una actriu en problemes i desesperada per la seva falta de projectes, de camí a la Puerta del Sol es troba amb Gerardo (Georges Corraface). Gerardo és un director de teatre famós qui, en explicar-li Silvia la seva situació, decideix ajudar-la el que motiva que l'actriu oblidi la cita que havia concertat amb Pedro. Mentrestant, Pedro es troba amb Tatiana (Elisa Matilla), una prostituta que ha anat a la Puerta de Sol per trobar-se amb un client, Sergio (Alberto San Juan), i l'acompanya a casa pensant que és l'amiga de la seva germana. En tant Sergio, un tímid oficinista que es casarà i no vol arribar sense experiència a la nit de noces, espera a la Puerta del Sol i es troba amb Máximo (Armando del Río). Máximo, que s'havia citat per internet amb Bruno (Victor Ullate Jr.) per a mantenir sexe anònim, en adonar-se que ni la seva cita ni la de Sergio arribaran, marxa al bar de Mario amb Sergio. Finalment Bruno es troba per casualitat amb Benjamin (Miquel García Borda), un romàntic empedreït, fill de Marga i company de pis de Miguel, que s'enamora de Bruno a primera vista i es fa passar per la seva cita anònima.

## Repartiment
- Concha Velasco - Marga
- Georges Corraface - Gerardo
- Silke - Amor
- Carlos Fuentes - Pedro
- Mercè Pons - Silvia
- Alberto San Juan - Sergio
- Elisa Matilla - Tatiana
- Armando del Río - Máximo
- Miquel García Borda - Benjamín
- Jesús Cabrero - Miguel
- Víctor Ullate Roche - Bruno
- Coro Tiedra - Roma
- Roberto Álamo - Policía
- Tristán Ulloa - Mario
- Roberto Álvarez - Marido de Marga

## Premis i nominations
- Boulder Gay & Lesbian Film Festival Premi de l'Audiència a la millor pel·lícula (2002)
- Premis Goya Millor cançó original - nominat (2001)[5]
- Hamburg Lesbian and Gay Film Festival Premi Eurola (2001)
- Outfest premi del públic per a una característica narrativa excepcional (2002)
- Miami Gay and Lesbian Film Festival Premi del públic (2001)
- Philadelphia International Gay & Lesbian Film Festival Premi del Públic a la millor pel·lícula (2001)